# Scaptomyza anomala
Scaptomyza anomala är en tvåvingeart som beskrevs av Hardy 1965. Scaptomyza anomala ingår i släktet Scaptomyza och familjen daggflugor. Inga underarter finns listade i Catalogue of Life.